# 서승환
서승환(徐昇煥, 1956년 6월 28일~)은 대한민국의 경제학자 겸 대학 교수 및 관료 겸 정치인이자 교육인이다. 박근혜 정부에서 국토교통부 장관을 지냈으며, 제19대 연세대학교 총장으로 재직하였다
박정희 정부에서 제20대 국방부 장관을 역임한 서종철의 셋째 아들이다. 

## 학력
- 서울고등학교 졸업
- 연세대학교 경제학 학사
- 연세대학교 경제대학원 경제학과 석사
- 미국 프린스턴 대학교 대학원 경제학 박사

## 경력
- 1987년 3월 ~ 1996년 2월: 연세대학교 상경대학 경제학과 조교수, 부교수
- 옳은생각 이사장
- 건설교통부 부동산시장 조기경보시스템 점검위원
- 산업자원부 정부산하기관 경영평가단 위원
- 서울지역혁신협의회 미래전략산업 분과위원장
- 서울특별시 수도발전위원회 위원
- 통계청 통계위원회 위원
- 한국토지공사 열린공기업위원회 위원
- 서울경제센터 자문위원
- 1996년 3월 : 연세대학교 상경대학 경제학부 교수
- 1999년 9월 ~ 2000년 8월: 연세대학교 상경대학 교학부장
- 2001년 10월 ~ 2002년 8월: 연세대학교 경제학과장
- 핀란드 헬싱키 경제대학교 강사
- 미국 사우스캐롤라이나대학교 교환교수
- 한국경제학회 국제학술대회위원회
- 한국경제학회 청람상 심사위원회 위원
- 2003년 3월 ~ 2005년 2월: 연세대학교 경제연구소 소장
- 2005년 3월 ~ 2006년 4월: 한국응용경제학회 회장
- 2006년 2월 ~ 2008년 1월: 연세대학교 기획실장, 송도건설기획본부장
- 2008년 2월 ~ 2009년 9월: 연세대학교 송도국제화복합단지건설추진단장
- 2009년 1월 ~ 2010년 12월: 한국지역학회 회장
- 2012년 2월 ~ 2012년 7월: 연세대학교 국제캠퍼스 교육원장
- 2012년 5월 ~ 2013년 3월: 연세대학교 국제캠퍼스 부총장
- 2013년 1월 ~ 2013년 2월: 제18대 대통령직 인수위원회 경제2분과 위원
- 2013년 3월 ~ 2015년 3월: 박근혜 정부 국토교통부 장관
- 2020년 2월 1일 ~ 2024년 1월 31일: 제19대 연세대학교 총장
- 2020년 2월 ~ 2024년 1월 : 연세대학교 이사
- 연세대학교 상경대학 경제학부 명예교수
- 2024년 3월 ~ : HD현대 사외이사
  - HD현대 감사위원
  - HD현대 사외이사 후보추천위원
  - HD현대 내부거래위원
  - HD현대 ESG위원
  - HD현대 보상위원장
- 2024년 3월 ~ : 삼성바이오로직스 사외이사
  - 삼성바이오로직스 감사위원
  - 삼성바이오로직스 내부거래위원
  - 삼성바이오로직스 보상위원장
- 2024년 8월 ~ : 국민경제자문회의 부의장

## 저서

### 경제학 저술
- 〈한국부동산시장의 거시계량분석〉
- 〈한국경제의 계량분석〉
- 〈미시경제학〉
- 〈도시경제〉
- 〈부동산과 시장경제〉

## 수상
- 1992년 한국경제학회 청람학술상
- 2009년 전국경제인연합회 시장경제대상 논문부문 대상
- 2010년 녹조근정훈장
- 2013년 자랑스런 연세상경인상

| 전임 (국토해양부 장관)권도엽 | 초대 국토교통부 장관 2013년 3월 11일 ~ 2015년 3월 13일 | 후임 유일호 |

| 전임 김용학 | 제19대 연세대학교 총장 2020년 1월 - 2024년 1월 | 후임 윤동섭 |

| 전임 이인호 | 제17대 국민경제자문회의 부의장 2024년 8월 29일 ~ |  |